# Feliks Przytycki
Feliks Marian Przytycki (* 1951 in Warschau) ist ein polnischer Mathematiker, der sich mit Dynamischen Systemen befasst.
Przytycki studierte ab 1969 Mathematik an der Universität Warschau mit dem Abschluss 1974, wurde 1977 bei  Karol Krzyżewski promoviert und habilitierte sich 1983. Ab 1976 war er am Institut für Mathematik der Polnischen Akademie der Wissenschaften (IMPAN). Dort war er 1998 bis 2002 und 2006 bis 2010 stellvertretender Direktor zuständig für Wissenschaften und ab 2010 Direktor. 1992 erhielt er den Professorentitel. Gleichzeitig lehrte er 1989 bis 2001 an der Universität Warschau.
Er war unter anderem Gastwissenschaftler am Instituto de Matemática Pura e Aplicada (IMPA) in Rio de Janeiro, am Institut des Hautes Études Scientifiques (IHES), der Universität Warwick, der State University of New York at Stony Brook (SUNY), der Yale University und der Hebräischen Universität in Jerusalem.
Przytycki war eingeladener Sprecher auf dem Internationalen Mathematikerkongress in Rio de Janeiro 2018 (Thermodynamic formalism methods in one-dimensional real and complex dynamics). Er ist Mitglied der Warschauer Wissenschaftlichen Gesellschaft (1994) und Mitglied der Polnischen Akademie der Wissenschaften. Außerdem ist er Vorsitzender des nationalen polnischen Komitees bei der International Mathematical Union. 
Er ist im Herausgebergremium von Fundamenta Mathematicae und Studia Mathematica.

## Schriften (Auswahl)
- mit Mariusz Urbanski: Conformal Fractals: Ergodic Theory Methods, Cambridge University Press 2010
- mit G. Levin:  When do two rational functions have the same Julia set ?, Proceedings of the American Mathematical Society, Band 125, 1997, S. 2179–2190.
- Iterations of holomorphic Collet-Eckmann maps: Conformal and invariant measures, Transactions of the AMS, Band 350, 1998, S. 717–742.
- mit J. Rivera-Letelier, Stanislaw Smirnow: Equivalence and topological invariance of conditions for non-uniform hyperbolicity in iteration of rational maps, Inventiones Mathematicae, Band 151, 2003, S. 29–63.
- mit K. Gelfert, M. Rams: Lyapunov spectrum for rational maps, Mathematische Annalen, Band 348, 2010, S. 965–1004.
- mit J. Rivera-Letelier: Nice inducing schemes and the thermodynamics of rational maps, Communications in Mathematical Physics, Band 301, 2011,  S. 661–707
- mit M. Urbanski, A. Zdunik: Harmonic, Gibbs and Hausdorff measures for holomorphic maps, I, Annals of Math., Band 130, 1989, S. 1–40